# Reforma constituțională în Republica Moldova

## Reforma constituțională
Prin decretul președintelui interimar al Republicii Moldova Mihai Ghimpu (nr. 83 din 01.12.2009) întru "depășirea crizei constituționale, consolidării statalității Republicii Moldova, sporirii eficienței guvernării societății și funcționării instituțiilor publice, precum și a asigurării manifestării voinței generale a poporului de către Legea Supremă a statului, și în temeiul art. 94 alin. (1) din Constituția Republicii Moldova", a fost creată Comisia pentru Reforma Constitutionala a Republicii Moldova în următoarea componență:
Președinte
- Mihai Ghimpu            - Președinte al Parlamentului, Președinte interimar al Republicii Moldova

Secretar
- Ion Creangă             - șef al Direcției juridice a Aparatului Parlamentului

Membri:
- Vladimir Filat          - Prim-ministru
- Serafim Urechean         - prim-vicepreședinte al Parlamentului
- Alexandru Stoianoglo   - vicepreședinte al Parlamentului
- Marian Lupu              - președinte al Fracțiunii parlamentare a Partidului Democrat din Moldova
- Mihai Godea              - președinte al Fracțiunii parlamentare a Partidului Liberal Democrat din Moldova
- Ion Hadârcă              - președinte al Fracțiunii parlamentare a Partidului Liberal
- Veaceslav Untilă        - președinte al Fracțiunii parlamentare a Partidului Alianța Moldova Noastră
- Ion Pleșca               - președinte al Comisiei juridice, numiri și imunități a Parlamentului
- Aurel Băieșu             - vicepreședinte al Comisiei juridice, numiri și imunități a Parlamentului
- Valeriu Nemerenco        - deputat în Parlament
- Alexandru Tănase        - ministru al justiției
- Gheorghe Susarenco      - viceministru al justiției
- Mihail Formuzal         - Guvernator (Bașkan) al Găgăuziei (Gagauz-Yeri)
- Valeriu Zubco           - Procuror General
- Alexandru Ohotnicov     - șef interimar al Direcției generale a Aparatului Președintelui Republicii Moldova
- Victor Pușcaș            - judecător la Curtea Constituțională
- Nicolae Timofti         - membru al Consiliului Superior al Magistraturii
- Igor Dolea              - membru al Consiliului Superior al Magistraturii
- Gheorghe Amihalachioae -președinte al Consiliului Baroului Avocaților din Republica Moldova
- Dorin Chirtoacă          -primar general al municipiului Chișinău
- Alexandru Arseni         -conferențiar universitar, doctor în drept
- Gheorghe Avornic         -profesor universitar, doctor habilitat în drept
- Teodor Cârnaț            -conferențiar universitar, doctor habilitat în drept
- Sergiu Cobăneanu         -profesor universitar, doctor în drept
- Marcel Cușmir           -conferențiar universitar, doctor habilitat în drept
- Ion Guceac              -profesor universitar, doctor habilitat în drept
- Boris Negru             -conferențiar universitar, doctor în drept
- Nicolae Osmochescu       -profesor universitar, doctor în drept
- Victor Popa             -profesor universitar, doctor habilitat în drept
- Andrei Smochină          -profesor universitar, doctor habilitat în drept
- Sergiu Țurcanu           -conferențiar universitar, doctor în drept
- Galina Bostan            -director al Asociației Obștești „Centrul pentru Analiza și Prevenirea Corupției”
- Igor Boțan               -director executiv al Asociației Obștești „Asociația pentru Democrație Participativă „ADEPT”
- Corneliu Gurin           -expert juridic la Asociația Obștească „Agenția pentru Susținerea Învățămîntului Juridic și a Organelor de Drept „EX-LEGE”
- Igor Munteanu            -director executiv al Asociației Obștești „Institutul pentru Dezvoltare și Inițiative Sociale „Viitorul”
- Ștefan Urîtu             -președinte al Comitetului Helsinki pentru Drepturile Omului din Republica Moldova
- Nicolai Buceațchi        -politolog.

La prima sa ședință din 4 decembrie 2009 Comisia pentru Reforma Constitutionala a Republicii Moldova  a creat Grupului de lucru pentru cercetare și analiză constituțională în următoarea componenșă:
- Victor Popa -președinte
- Ion Creangă – secretar

Membri:
- Alexandru Arseni
- Gheorghe Avornic
- Teodor Cârnaț
- Serghei Cobăneanu
- Marcel Cușmir
- Ion Guceac
- Boris Negru
- Nicolae Osmochescu
- Andrei Smochină
- Sergiu Țurcanu
- Lilia Bordei